# Lijst van voetbalinterlands Fiji - Salomonseilanden
Deze lijst van voetbalinterlands is een overzicht van alle officiële voetbalwedstrijden tussen de nationale teams van Fiji en de Salomonseilanden. De landen hebben tot op heden 33 keer tegen elkaar gespeeld. De eerste ontmoeting was een wedstrijd voor de OFC Nations Cup 1980 op 25 februari 1980 in Nouméa (Nieuw-Caledonië). Het laatste duel, een wedstrijd tijdens de Melanesië Cup 2024, vond plaats op 21 december 2024 in Honiara.

## Wedstrijden
| №  | Plaats       | Datum             | Competitie                  | Wedstrijd               | Uitslag |
| -- | ------------ | ----------------- | --------------------------- | ----------------------- | ------- |
| 1  | Nouméa       | 25 februari 1980  | OFC Nations Cup 1980        | Fiji − Salomonseilanden | 3 − 1   |
| 2  | Honiara      | 21 oktober 1988   | Melanesië Cup 1988          | Salomonseilanden − Fiji | 1 − 1   |
| 3  | Honiara      | 26 oktober 1988   | Melanesië Cup 1988          | Salomonseilanden − Fiji | 1 − 3   |
| 4  | Suva         | 4 november 1989   | Melanesië Cup 1989          | Fiji − Salomonseilanden | 0 − 0   |
| 5  | Port Vila    | 1 november 1990   | Melanesië Cup 1990          | Fiji − Salomonseilanden | 0 − 0   |
| 6  | Lae          | 20 september 1991 | Zuid-Pacifische Spelen 1991 | Fiji − Salomonseilanden | 1 − 1   |
| 7  | Port Vila    | 25 juli 1992      | Melanesië Cup 1992          | Fiji − Salomonseilanden | 2 − 1   |
| 8  | Port Vila    | 7 december 1993   | Zuid-Pacifische Spelen 1993 | Fiji − Salomonseilanden | 1 − 0   |
| 9  | Honiara      | 7 juli 1994       | Melanesië Cup 1994          | Salomonseilanden − Fiji | 1 − 0   |
| 10 | Papeete      | 24 augustus 1995  | Zuid-Pacifische Spelen 1995 | Salomonseilanden − Fiji | 3 − 3   |
| 11 | Suva         | 17 februari 1997  | Vriendschappelijk           | Fiji − Salomonseilanden | 1 − 2   |
| 12 | Nadi         | 21 februari 1997  | Vriendschappelijk           | Fiji − Salomonseilanden | 3 − 2   |
| 13 | Luganville   | 12 september 1998 | Melanesië Cup 1998          | Fiji − Salomonseilanden | 1 − 1   |
| 14 | Suva         | 15 april 2000     | Melanesië Cup 2000          | Fiji − Salomonseilanden | 2 − 2   |
| 15 | Lautoka      | 7 juli 2003       | Zuid-Pacifische Spelen 2007 | Fiji − Salomonseilanden | 2 − 1   |
| 16 | Adelaide     | 4 juni 2004       | WK 2006 kwalificatie        | Fiji − Salomonseilanden | 1 − 2   |
| 17 | Wé           | 7 september 2011  | Pacifische Spelen 2011      | Fiji − Salomonseilanden | 1 − 2   |
| 18 | Honiara      | 4 juni 2012       | WK 2014 kwalificatie        | Fiji − Salomonseilanden | 0 − 0   |
| 19 | Port Moresby | 31 mei 2016       | WK 2018 kwalificatie        | Salomonseilanden − Fiji | 0 − 1   |
| 20 | Nadi         | 25 mei 2017       | Vriendschappelijk           | Fiji − Salomonseilanden | 1 − 1   |
| 21 | Lautoka      | 28 mei 2017       | Vriendschappelijk           | Fiji − Salomonseilanden | 1 − 0   |
| 22 | Port Vila    | 6 december 2017   | Vriendschappelijk           | Salomonseilanden − Fiji | 0 − 0   |
| 23 | Suva         | 5 september 2018  | Vriendschappelijk           | Fiji − Salomonseilanden | 1 − 1   |
| 24 | Apia         | 18 juli 2019      | Pacifische Spelen 2019      | Fiji − Salomonseilanden | 4 − 4   |
| 25 | Luganville   | 24 september 2022 | Melanesië Cup 2022          | Salomonseilanden − Fiji | 2 − 2   |
| 26 | Luganville   | 30 september 2022 | Melanesië Cup 2022          | Salomonseilanden − Fiji | 0 − 1   |
| 27 | Lautoka      | 26 maart 2023     | Vriendschappelijk           | Fiji − Salomonseilanden | 0 − 2   |
| 28 | Honiara      | 28 november 2023  | Pacifische Spelen 2023      | Fiji − Salomonseilanden | 0 − 2   |
| 29 | Honiara      | 18 maart 2024     | Vriendschappelijk           | Salomonseilanden − Fiji | 2 − 1   |
| 30 | Honiara      | 21 maart 2024     | Vriendschappelijk           | Salomonseilanden − Fiji | 0 − 2   |
| 31 | Suva         | 2 september 2024  | Vriendschappelijk           | Fiji − Salomonseilanden | 1 − 0   |
| 32 | Suva         | 10 oktober 2024   | WK 2026 kwalificatie        | Salomonseilanden − Fiji | 0 − 1   |
| 33 | Honiara      | 21 december 2024  | Melanesië Cup 2024          | Salomonseilanden − Fiji | 1 − 3   |

## Samenvatting
| Competitie               | Totaal gespeeld | Winst Fiji | Gelijk | Winst Salomonseilanden | Doelsaldo Fiji – Salomonseilanden |
| ------------------------ | --------------- | ---------- | ------ | ---------------------- | --------------------------------- |
| WK-kwalificatie          | 4               | 2          | 1      | 1                      | 3 − 2                             |
| OFC Nations Cup          | 1               | 1          | 0      | 0                      | 3 − 1                             |
| Melanesië Cup            | 11              | 4          | 6      | 1                      | 15 − 10                           |
| (Zuid-)Pacifische Spelen | 7               | 2          | 3      | 2                      | 12 − 13                           |
| Vriendschappelijk        | 10              | 4          | 3      | 3                      | 21 − 20                           |
| Totaal                   | 33              | 13         | 13     | 7                      | 54 − 46                           |

FFA · A-internationals · Fijisch vrouwenelftal
1950 – 1959 · 
1960 – 1969 · 
1970 – 1979 · 
1980 – 1989 · 
1990 – 1999 · 
2000 – 2009 · 
2010 – 2019 ·
2020 − 2029
Amerikaans-Samoa ·
Australië ·
China ·
Cookeilanden ·
Estland ·
Filipijnen ·
Hongkong ·
India ·
Indonesië ·
Maleisië ·
Mauritius ·
Mexico ·
Nieuw-Caledonië ·
Nieuw-Zeeland ·
Papoea-Nieuw-Guinea ·
Salomonseilanden ·
Samoa ·
Singapore ·
Tahiti ·
Taiwan ·
Tonga ·
Vanuatu
SIFF · 
Salomonseilands vrouwenelftal
Interlands
Tegenstander:
Amerikaans-Samoa ·
Australië ·
Cookeilanden ·
Fiji ·
Guam ·
Hongkong ·
Macau ·
Maleisië ·
Nieuw-Caledonië ·
Nieuw-Zeeland ·
Papoea-Nieuw-Guinea ·
Samoa ·
Singapore ·
Taiwan ·
Tahiti ·
Tonga ·
Vanuatu